# Стрезимир
Стрезимир (на македонска литературна норма: Стрезимир, на албански: Strazimiri) е бивше село в Северна Македония, на територията на община Гостивар.

## География
Развалините на селото са разположени в областта Горна Река, в подножието на Кораб по горното течение на Радика.

## История
В началото на XIX век Стрезимир подобно на останалите села в Горна река е в активен процес на албанизация. В 1844 година Атанасий Иванов от Стрезимир подкрепя финансово издаването на „Первоначална наука за должностите на человека“. Симон и Стефан Трифунови от Стрезимир в 1879 година са участници в Кресненско-Разложкото въстание в четата на Георги Пулевски.
В края на XIX век Стрезимир е разделено в конфесионално отношение албанско село в Реканска каза на Османската империя. В „Етнография на вилаетите Адрианопол, Монастир и Салоника“, издадена в Константинопол в 1878 година и отразяваща статистиката на населението от 1873 година, Стрезорив (Strézorive) е посочено като село с 40 домакинства, като жителите му са 136 албанци православни.
Според статистиката на Васил Кънчов („Македония. Етнография и статистика“) в 1900 година Стрезимир има 180 жители арнаути християни и 56 арнаути мохамедани.
На Етнографската карта на Битолския вилает на Картографския институт в София от 1901 година Стрезимир е смесено село българи, помаци (българи мохамедани) и албанци в Реканската каза на Дебърския санджак с 20 къщи.
Според митрополит Поликарп Дебърски и Велешки в 1904 година в Стрезимир има 14 сръбски къщи. Според секретаря на Българската екзархия Димитър Мишев („La Macédoine et sa Population Chrétienne“) в 1905 година християнското население на Стрезимир (Strezimir) се състои от 84 албанци.
Албанците християни са привлечени от сръбската пропаганда и според статистика на вестник „Дебърски глас“ в 1911 година в Стрезимир има 26 албански патриаршистки къщи.

## Личности
Родени в Стрезимир
- Исмаил Стразимири (1868-1943), албански революционер, военен и просветен деец

Свързани със Стрезимир
- Дрита Аголи (1927 - 2017), албанска театрална режисьорка и актриса, по произход от Стрезимир